# Copa Aldao 1916
La Copa Aldao 1916 fue la segunda edición del torneo organizado por AFA y AUF. Enfrentó a Racing de Argentina, ganador del Campeonato de Primera División 1915; y a Nacional de Uruguay, ganador del Campeonato de Primera División 1915.
Esta fue la segunda edición y la primera reconocida del torneo de Copa Aldao, con un único partido.

## Clubes clasificados
Clasificaron como campeones de 1915 en sus respectivas ligas.
| AAF (Argentina) |  | Racing Club |  | Campeón de Primera División de Argentina (1915) |
| AUF (Uruguay)   |  | Nacional    |  | Campeón de Primera División de Uruguay (1915)   |

## Partido
|  | POR | Syla Alduino           |  |
|  | DEF | Armando Reyes          |  |
|  | DEF | Juan Viazzi            |  |
|  | MED | Alberto Marcovecchio   |  |
|  | MED | Francisco Olazar       |  |
|  | MED | Ricardo Pepe           |  |
|  | DEL | Zoilo Canavery         |  |
|  | DEL | Nicolás Vivaldo        |  |
|  | DEL | Alberto Ohaco          |  |
|  | DEL | Juan Hospital          |  |
|  | DEL | Juan Nelusco Perinetti |  |
|  |     |                        |  |

|  | POR | Santiago Demarchi |  |
|  | DEF | Ramón Pesquera    |  |
|  | DEF | Alfredo Foglino   |  |
|  | MED | Pedro Olivieri    |  |
|  | MED | Abdón Porte       |  |
|  | MED | José Vanzzino     |  |
|  | DEL | José Brachi       |  |
|  | DEL | Héctor Scarone    |  |
|  | DEL | Ángel Romano      |  |
|  | DEL | Carlos Scarone    |  |
|  | DEL | Pascual Somma     |  |
|  |     |                   |  |

| Anotado | 63' | Juan Hospital | 1-1 |

| Anotado | 48' | Ángel Romano | 0-1 |
| Anotado | 81' | Ángel Romano | 1-2 |

| Árbitro | Hugo Gondra |
|         |             |
|         |             |

|  | POR | Syla Alduino           |  |
|  | DEF | Armando Reyes          |  |
|  | DEF | Juan Viazzi            |  |
|  | MED | Alberto Marcovecchio   |  |
|  | MED | Francisco Olazar       |  |
|  | MED | Ricardo Pepe           |  |
|  | DEL | Zoilo Canavery         |  |
|  | DEL | Nicolás Vivaldo        |  |
|  | DEL | Alberto Ohaco          |  |
|  | DEL | Juan Hospital          |  |
|  | DEL | Juan Nelusco Perinetti |  |
|  |     |                        |  |

|  | POR | Santiago Demarchi |  |
|  | DEF | Ramón Pesquera    |  |
|  | DEF | Alfredo Foglino   |  |
|  | MED | Pedro Olivieri    |  |
|  | MED | Abdón Porte       |  |
|  | MED | José Vanzzino     |  |
|  | DEL | José Brachi       |  |
|  | DEL | Héctor Scarone    |  |
|  | DEL | Ángel Romano      |  |
|  | DEL | Carlos Scarone    |  |
|  | DEL | Pascual Somma     |  |
|  |     |                   |  |

| Anotado | 63' | Juan Hospital | 1-1 |

| Anotado | 48' | Ángel Romano | 0-1 |
| Anotado | 81' | Ángel Romano | 1-2 |

| Árbitro | Hugo Gondra |
|         |             |
|         |             |

|                              |
| Bandera de Uruguay           |
| Campeón Nacional 1.er título |